# Baruscapillaria conspecta
Espèce
Baruscapillaria conspecta est une espèce de nématodes d'Australie appartenant à la famille des Capillariidae.

## Hôtes
Baruscapillaria conspecta parasite des rongeurs et des marsupiaux. Il a été décrit chez trois muridés, Rattus fuscipes, Rattus leucopus et le Rat d'eau australien (Hydromys chrysogaster), et chez une seule espèce de marsupiaux, Hypsiprymnodon moschatus.

## Répartition
L'espèce est connue de mammifères d'Australie.

## Taxinomie
L'espèce a été décrite en 2006 par le parasitologiste australien David M. Spratt.